# Valentin Böchler
Valentin Böchler (* 1874 in Karlsruhe, Oblast Odessa; † nach 1938 in Kasachstan) war ein deutsch-russischer römisch-katholischer Geistlicher und Märtyrer. 

## Leben
Valentin Böchler stammte aus einer schwarzmeerdeutschen Familie des Bistums Tiraspol. Er besuchte das Priesterseminar in Saratow und wurde 1900 zum Priester geweiht. Er wirkte in Rohleder/Raskaty (Marxowski rajon), ab 1903 in Straßburg und schließlich ab 1928 in Kleinliebental. Er wurde von den Bolschewisten festgenommen, zu 5 Jahren Haft verurteilt und nach Karaganda verbannt. Seit 1938 ist er verschollen.

## Gedenken
Die Römisch-katholische Kirche in Deutschland nahm Pfarrer Valentin Böchler als Märtyrer in das deutsche Martyrologium des 20. Jahrhunderts auf.